# Eilema trispolita
Eilema trispolita är en fjärilsart som beskrevs av Saalmüller 1879. Eilema trispolita ingår i släktet Eilema och familjen björnspinnare. Inga underarter finns listade i Catalogue of Life.